# Колумбан
Колумба́н (лат. Columbanus; ок. 540, Лейнстер — 23 ноября 615, Боббио) — ирландский монах, просветитель, церковный поэт, проповедник-миссионер в странах Западной Европы.

## Биография
Колумбан родился и вырос в Ирландии. Поступил в монастырь в Бангоре в то время, когда ирландские монастыри были центрами культуры. По словам историка Л. П. Карсавина:
Колумбан типичный ирландец: бурный аскет и в то же время образованнейший монах своего времени. Он знал Вергилия и Горация, может быть Овидия и Ювенала, знал Сенеку, не говоря уже о Василии Великом, Иерониме и Кассиане. Он и сам причастен был к литературному творчеству.
Спустя несколько лет он приобрёл опыт, чтобы самому проповедовать Евангелие, сначала в Британии, а затем — в Галлии. С группой монахов в 591 году покинул Ирландию (тогдашний центр распространения христианства и церковной образованности на Западе) и отправился на континент. Основал там ряд монастырей: в Бургундии (знаменитое Люксейское аббатство), Нейстрии, Австразии и Лангобардском королевстве. Из-за конфликта с королевой Брунгильдой был изгнан из Нанта и оказался в Германии, где вёл проповедническую деятельность. В 612 или в 614 году Колумбан основал в Северной Италии один из самых знаменитых монастырей — монастырь Боббио, превратившийся впоследствии в крупный научный центр. Там он и был похоронен.
Вместе с учениками Галлом и Сигибертом Колумбан вёл просветительскую деятельность, способствовавшую сохранению античных традиций и становлению духовных и светских школ. Он написал монашеские уставы, книгу покаяний, проповеди, комментарии к псалмам, ряд писем.
Колумбана также считают латинским гимнографом. Ему приписывают протяжённый (42 строфы) гимн Precamur patrem, который сохранился в Бангорском антифонарии. Основной темой гимна является Пасха и Воскресение Христа; автор сосредотачивается на темах тьмы и света, разрушения оков смерти, упоминая о ветхозаветных событиях, предвосхищавших Воскресение (переход через Красное Море).
Существует предание, утверждающее, что святой Колумбан пытался проповедовать славянам, но начинание это не имело успеха.
Папа Иоанн Павел II официально одобрил святого Колумбана как покровителя мотоциклистов. Также с молитвами к святому Колумбану обращаются в случае наводнений.
14 мая 2018 года на заседании Священного синода Русской православной церкви имя святого Колумбана было включено в месяцеслов РПЦ.